# Collongues (Altos Pirineos)
 Collongues  es una comuna y población de Francia, en la región de Mediodía-Pirineos, departamento de Altos Pirineos, en el distrito de Tarbes y cantón de Pouyastruc.
Está integrada en la Communauté de communes du Riou de Loulès.

## Demografía
Su población en el censo de 1999 era de 111 habitantes.
| 74 | 76 | 91 | 93 | 117 | 111 |
| Para los censos de 1962 a 1999 la población legal corresponde a la población sin duplicidades (Fuente: INSEE [Consultar]) |    |    |    |     |     |